# 구룡령
구룡령(九龍嶺)은 강원특별자치도(江原特別自治道)의 양양군(襄陽郡) 서면과 홍천군(洪川郡) 내면의 경계에 있는 고개로 아흔아홉구비가 용이 지나간 것처럼 구불거린다 하여 붙여진 이름이다. 높이는 해발 1013m이며 국도 제56호선(철원-양양)이 통과한다. 구룡령 정상에는 야생동물이 지나가는 생태통로가 있으며 그 아래로 구룡령 생태터널이 통과한다. 백두대간이 통과한다.
정상 부근 빛공해 지수가 국내에서 손꼽을 정도로 매우 낮은 지역으로 겨울에 많은 별들을 육안 관측 할 수 있고 또한 여름에 날씨가 좋으면 은하수 관측도 가능하다. 다만 겨울에 매우 추운 날씨이다.